# Лесной Городок (Забайкальский край)
Лесно́й Городо́к — посёлок сельского типа в юго-западной части Читинского района Забайкальского края России.
Население — 1097 чел. (2021).

## География
Расположено на трассе Р258 «Байкал», в 60 км к юго-западу от краевого центра, города Чита. Село является центром сельского поселения «Леснинское», в которое входят так же село Кука и поселок сельского типа Хвойный.

## Население
| 1989 | 2002  | 2010  | 2021  |
| ---- | ----- | ----- | ----- |
| 1624 | ↘1541 | ↘1368 | ↘1097 |

## Предприятия и культура
В селе функционируют: средняя школа, два детских сада, фельдшерско-акушерский пункт. В Лесном Городке находится памятник в честь воинов-односельчан, погибших в боях Великой Отечественной войны.